# LM-99
LM-99（ロシア語: ЛМ-99）は、かつてロシア連邦に存在した輸送用機器メーカーのペテルブルク路面電車機械工場が旧ソビエト連邦諸国向けに展開していた路面電車車両。71-134という形式番号も付けられている。

## 概要
1両でも走行可能な、ループ線が存在する路線に対応した片運転台のボギー車（単車）。形式名の「99」は1999年に最初の試作車が製造された事が由来となっている。車体は鋼製で、先頭部分は繊維強化プラスチックによって作られている。車内にはクッションが内蔵された1人掛けの座席が設置されており、配置は1列 + 1列、1列 + 2列から選択可能である。乗降扉は右側面に設置され、仕切りによって客室と区切られた運転室には独自の乗務員扉が存在する。
主電動機は各台車に2基設置され、自在継手や歯車によって車軸に動力が伝えられる直角カルダン駆動方式が用いられる。後述の通り制御装置はサイリスタ位相制御、抵抗制御、VVVFインバータ制御の3種類が採用されており、VVVFインバータ制御方式以外の車種は連結運転時に前方の車両から一括で全車両の操作が可能な総括制御に対応している。運転席からの速度制御には全車種とも間接自動制御が用いられる。制御装置は電気ブレーキ、ディスクブレーキ、非常用の電磁吸着ブレーキが搭載されており、ディスクブレーキは空気式・電動式双方から選択可能である。

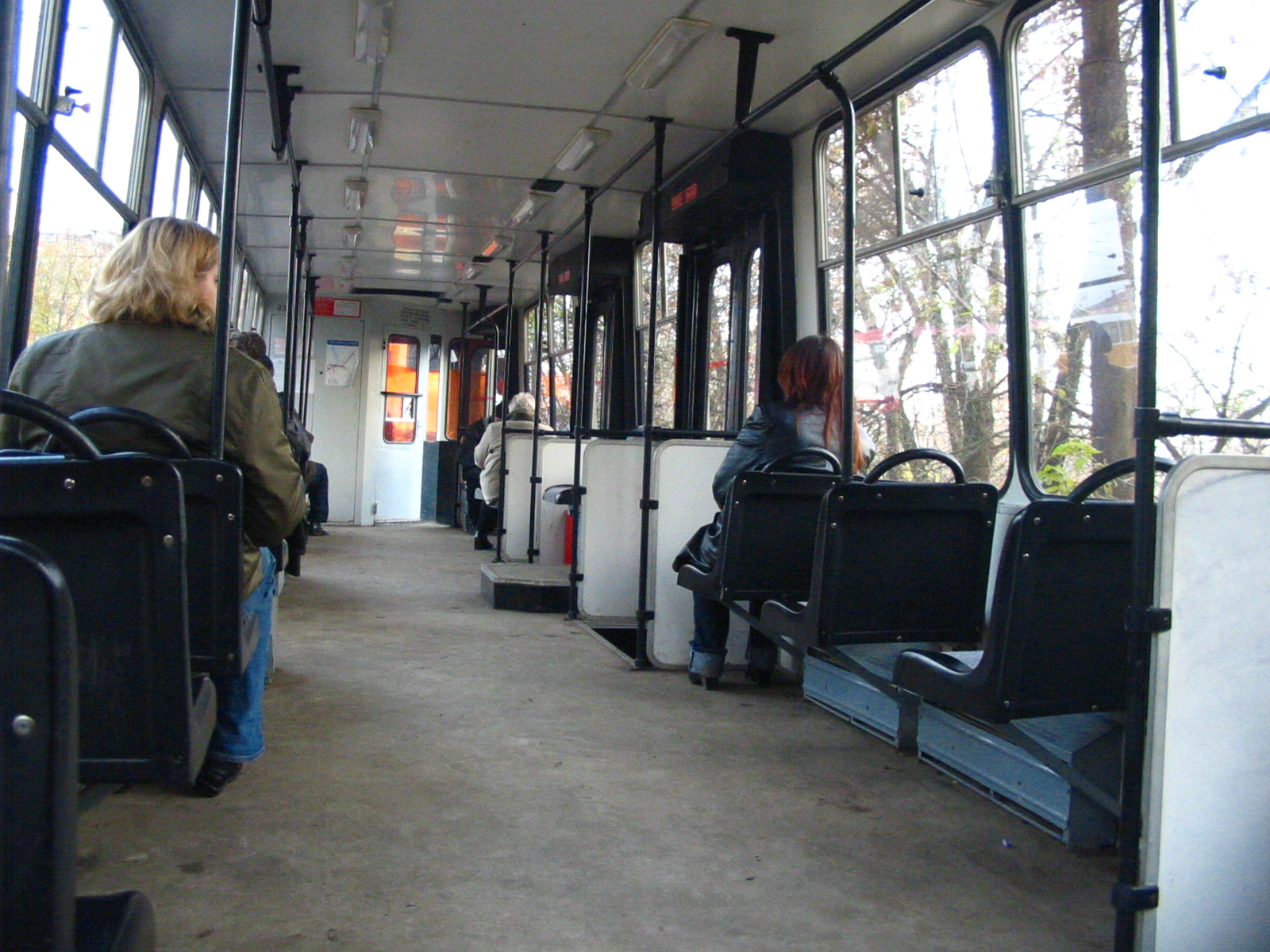
車内（モスクワ）
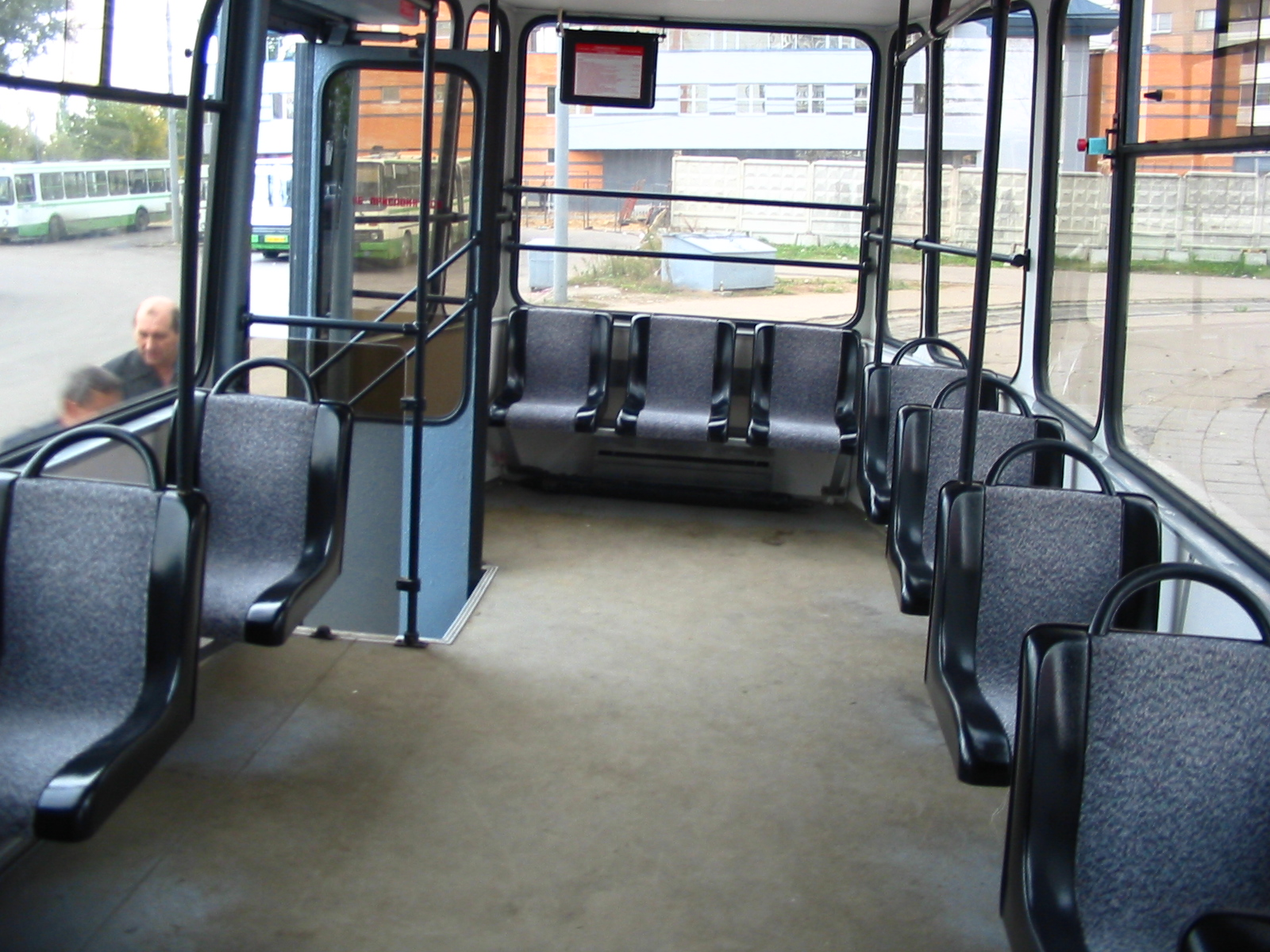
後方には座席が存在する（モスクワ）
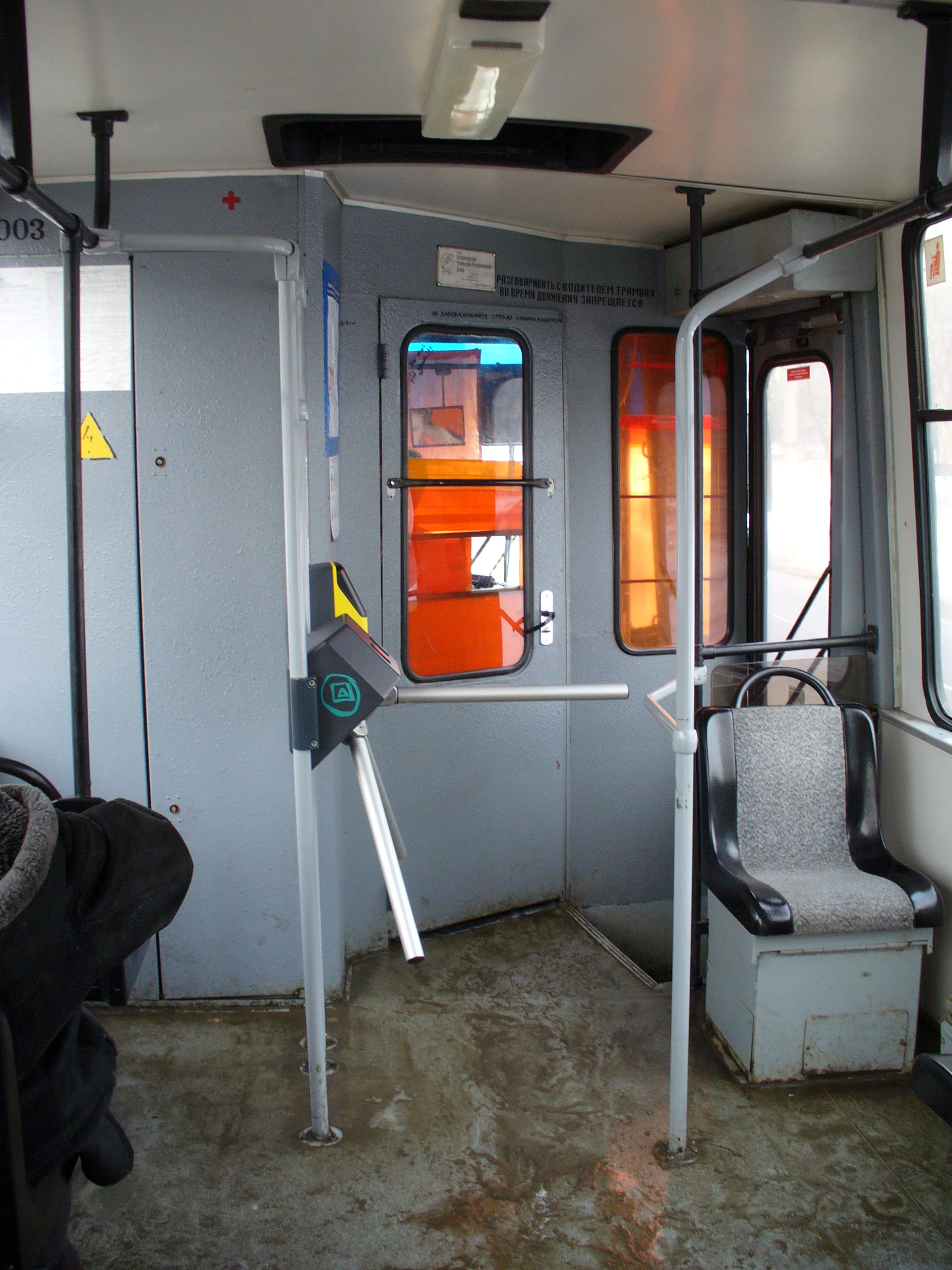
運転室と客室の間には仕切りが設けられている（モスクワ）
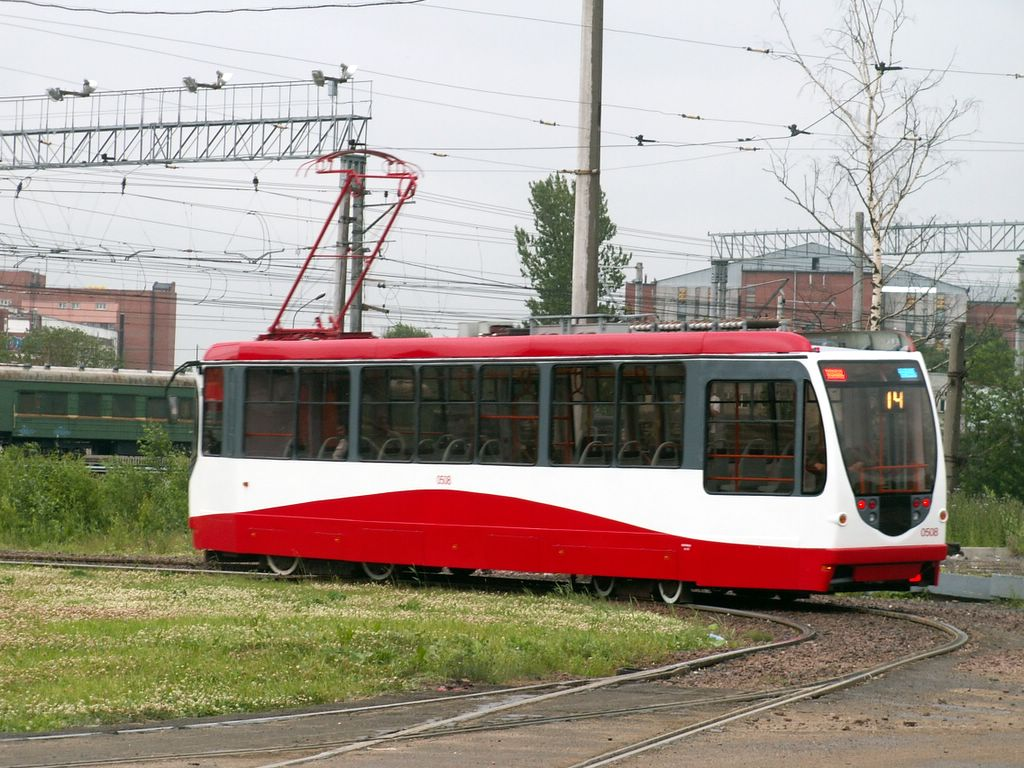
後方には運転台が設置されていない（サンクトペテルブルク）

## 車種
- LM-99（ЛМ-99、71-134） - 1999年に1両が製造された試作車。電機子チョッパ制御（サイリスタ位相制御）に対応した電気機器を搭載していたが、製造当時この仕様を用いた車両の需要が見込めず、量産される事はなかった[9][2]。
- LM-99K（ЛМ-99К、71-134К） - ペテルブルク路面電車機械工場の主要な顧客であったサンクトペテルブルク市（サンクトペテルブルク市電）からの要請に伴い、制御装置に旧来の抵抗制御を用いた車種。他にも2段ばねを搭載した台車を搭載した他、側面に3箇所設置された乗降扉[注釈 1]を運転室から個別に開閉可能な機能が設置された。機器が異なる以下の2種類の形式が2007年まで製造された[9]。
  - LM-99K（ЛМ-99К） - ディスクブレーキや乗降扉、ワイパーの可動に圧縮空気を用いた形式。2000年から製造が始まり、サンクトペテルブルク市電を始めとしたロシア各地の路面電車に導入された。当初の座席配置は1列 + 1列であったが2001年以降1列 + 2列に変更された他、台車の梁の破損が相次いだため2002年からは改良型の台車が用いられた[9]。
  - LM-99KE（ЛМ-99КЭ） - ディスクブレーキや乗降扉、ワイパーが電動式に変更された形式。71-134Kと並行する形で2002年から製造が行われた[9]。
- LM-99A（ЛМ-99А、71-134A） - VVVFインバータ制御方式（IGBT素子）に対応した電気機器を採用した形式。乗降扉も前方に1箇所（片開き）追加された。2002年から2008年まで以下の形式が製造された[1][4]。
  - LM-99AV（ЛМ-99АВ） - 2004年から2005年まで製造された形式。サンクトペテルブルク市電ではLM-99Kと共に、導入当初は緑色を基調とした塗装だった事から「バッタ（Кузнечик）」と言う愛称で呼ばれている[1][10]。
  - LM-99AVN（ЛМ-99АВН） - 2005年から生産が始まった車両は車体設計の見直しが行われ、前面形状はサンクトペテルブルクのインダストリアルデザイナーのデニス・ヴィッセルスキー（Денисом Висельским）[注釈 2]が手掛けた近未来的を意識したデザインに変更された他、乗降扉にプラグドアが採用され、後方の扉が両開き式になった。黄色や黒色を用いた初期の塗装案にちなみ、「ミツバチ（Пчёлка）」と言う非公式な愛称でも呼ばれる事もある。ロシア各地の路面電車に導入されたが、そのうちサンクトペテルブルク市電に導入された最初の車両は車体下部に赤色の波打つ模様が描かれた独自の塗装を纏っていたものの、市電側の要望に基づき以降の車両は他車と同様のデザインに改められた[11][7][10]。
  - LM-99AE（ЛМ-99АЭ） - LM-99AVを基に、ディスクブレーキや乗降扉、ワイパーの可動が全電動式に変更された形式。2003年以降モスクワ市電やカザン市電に向けて製造が行われ、2005年以降に製造された車両はLV-99AVNに準じた車体構造に変更された[12][7]。
  - LM-99AEH（ЛМ-99АЭН） - LM-99AVNを基に、ディスクブレーキや乗降扉、ワイパーの可動を全電動式とした形式。

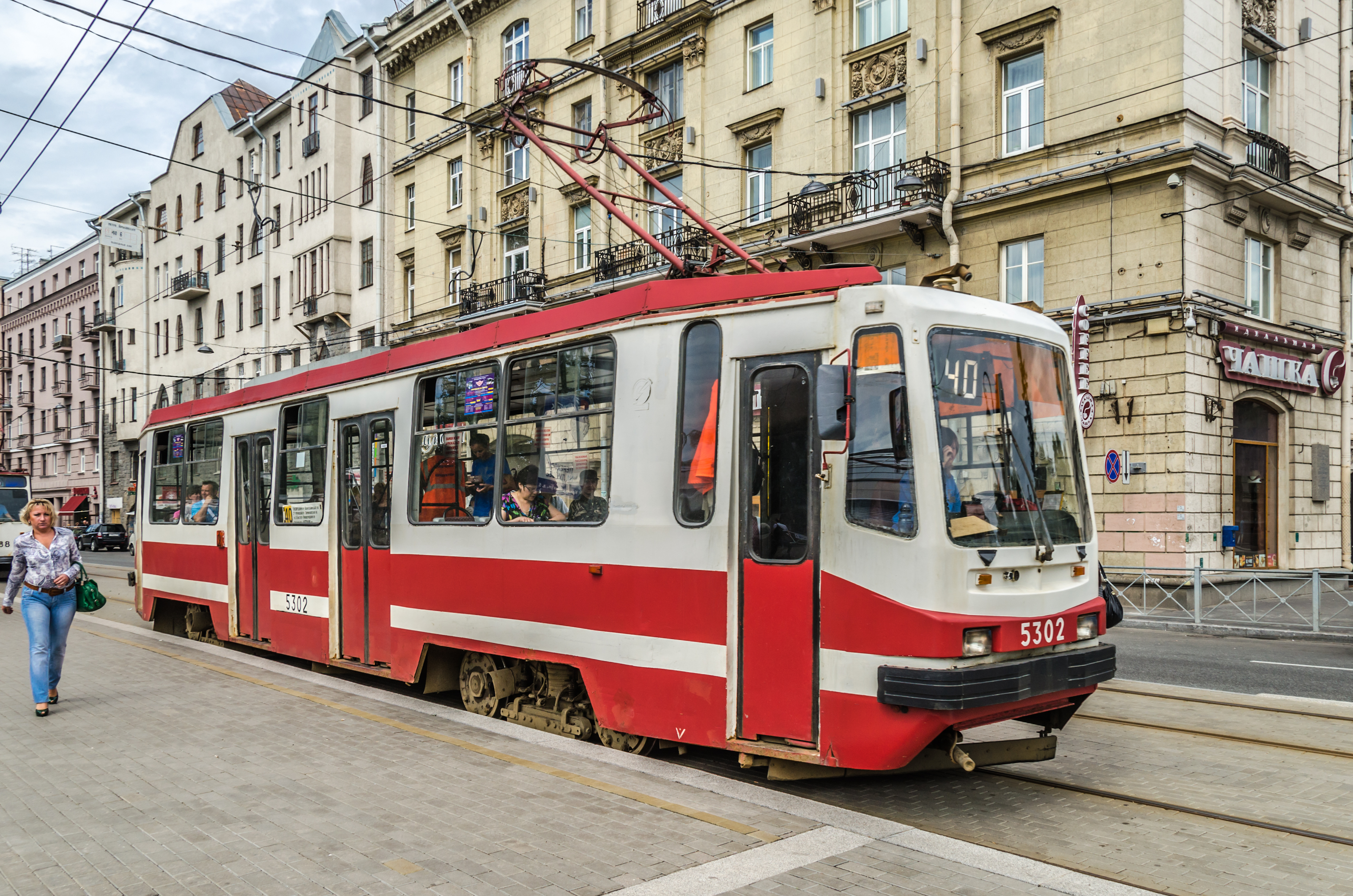
LM-99K（サンクトペテルブルク）
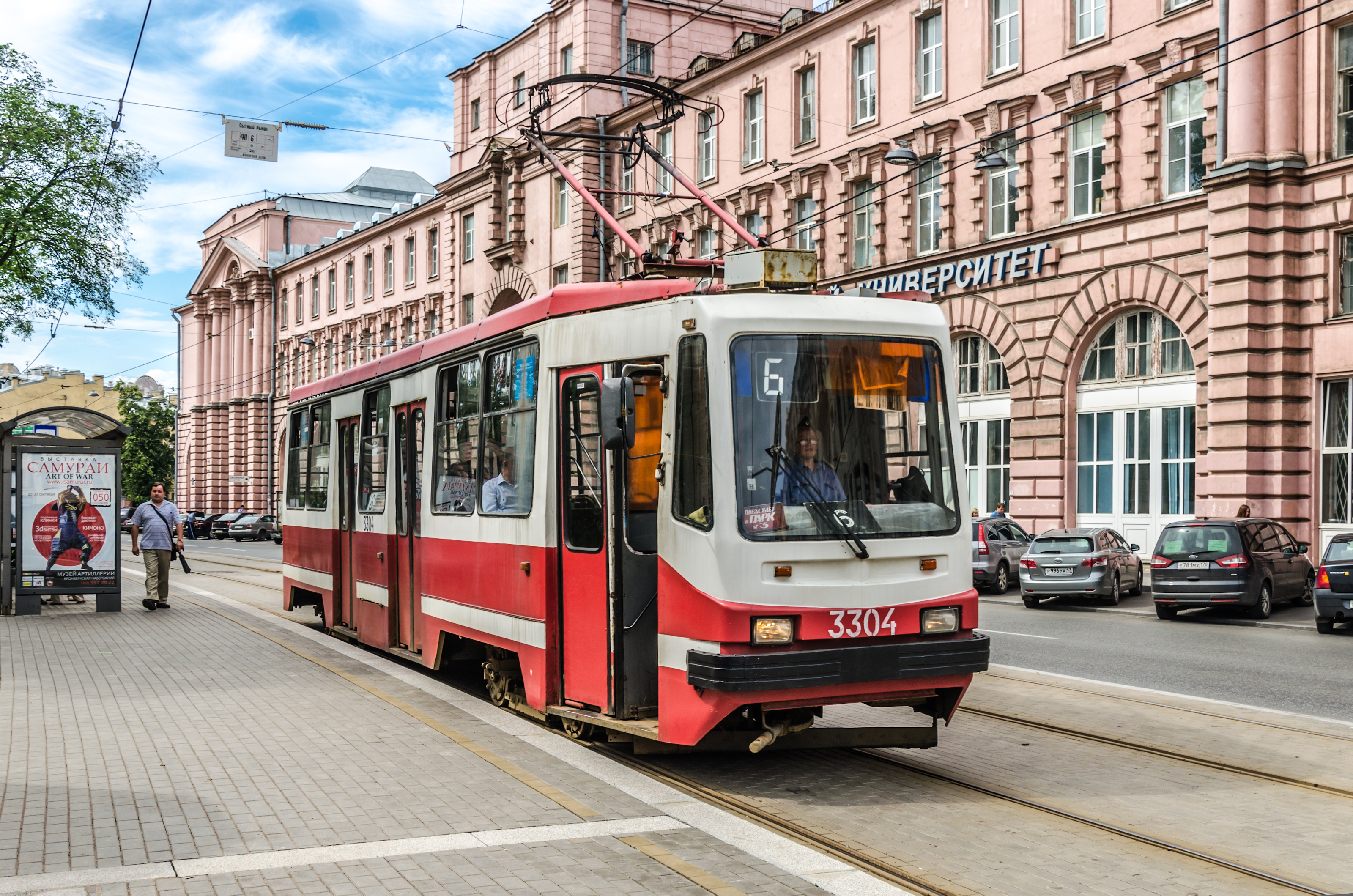
LM-99AV（サンクトペテルブルク）
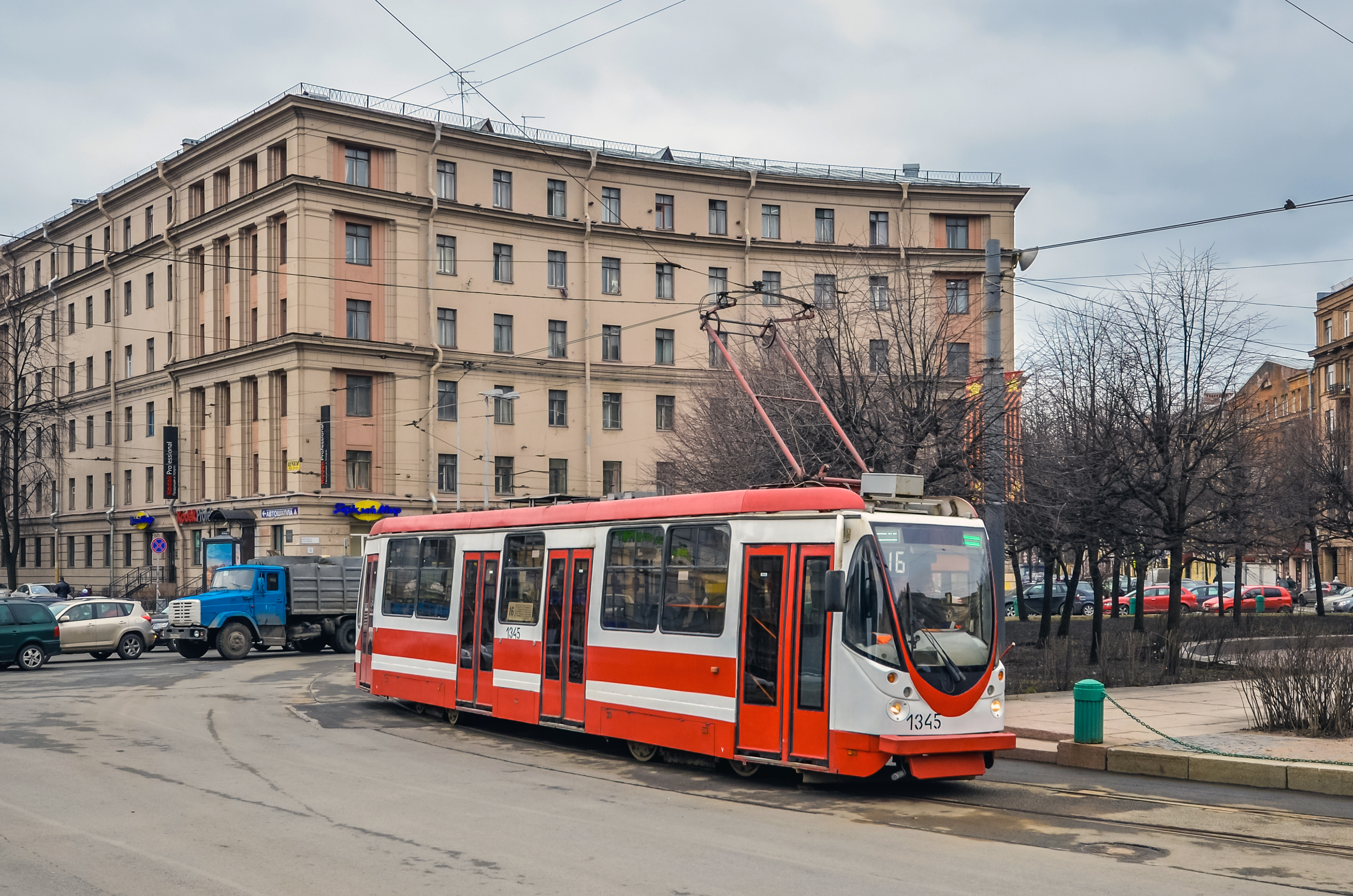
LM-99AVN（サンクトペテルブルク）
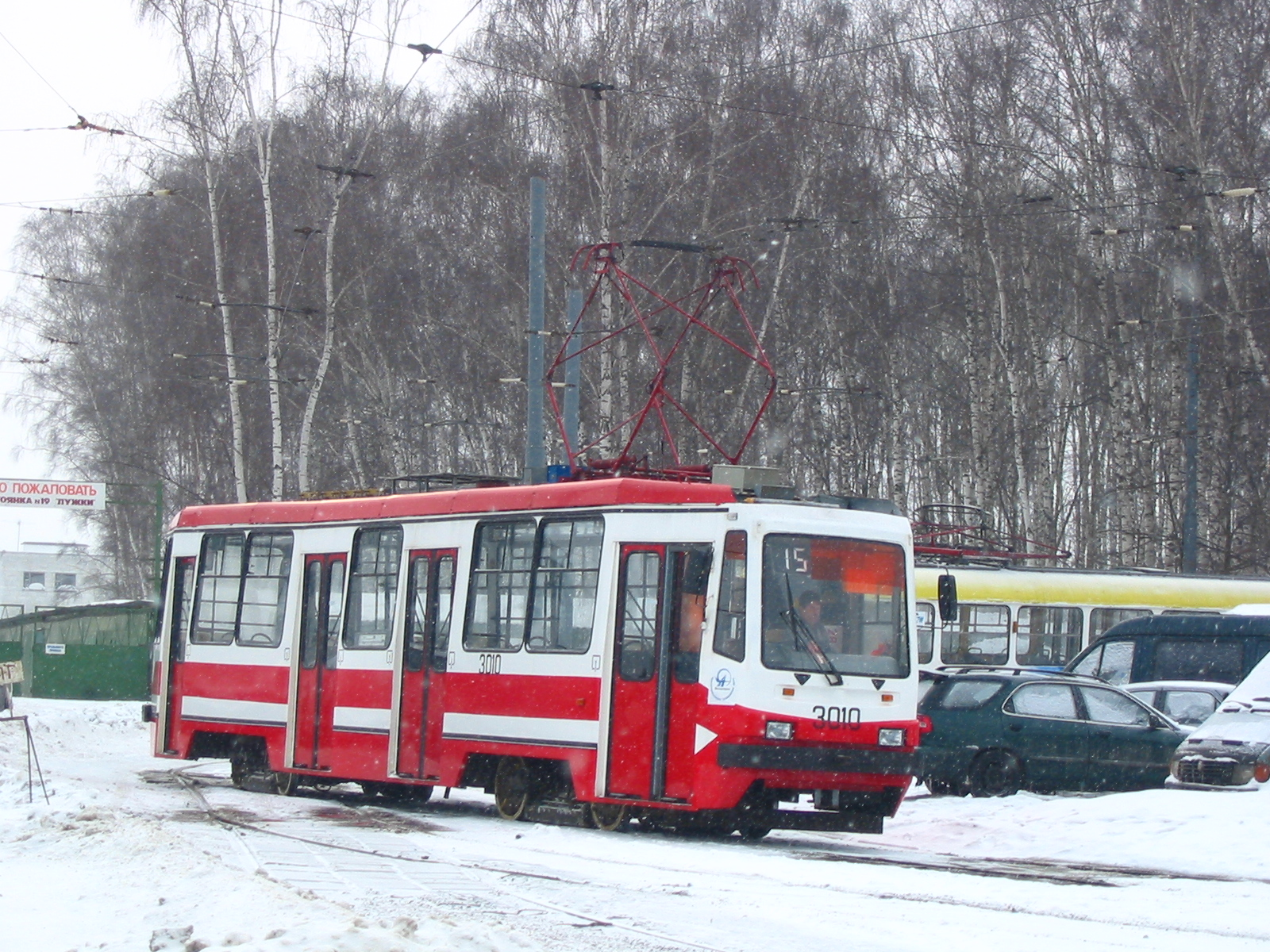
LM-99AE（モスクワ）

## 導入都市一覧

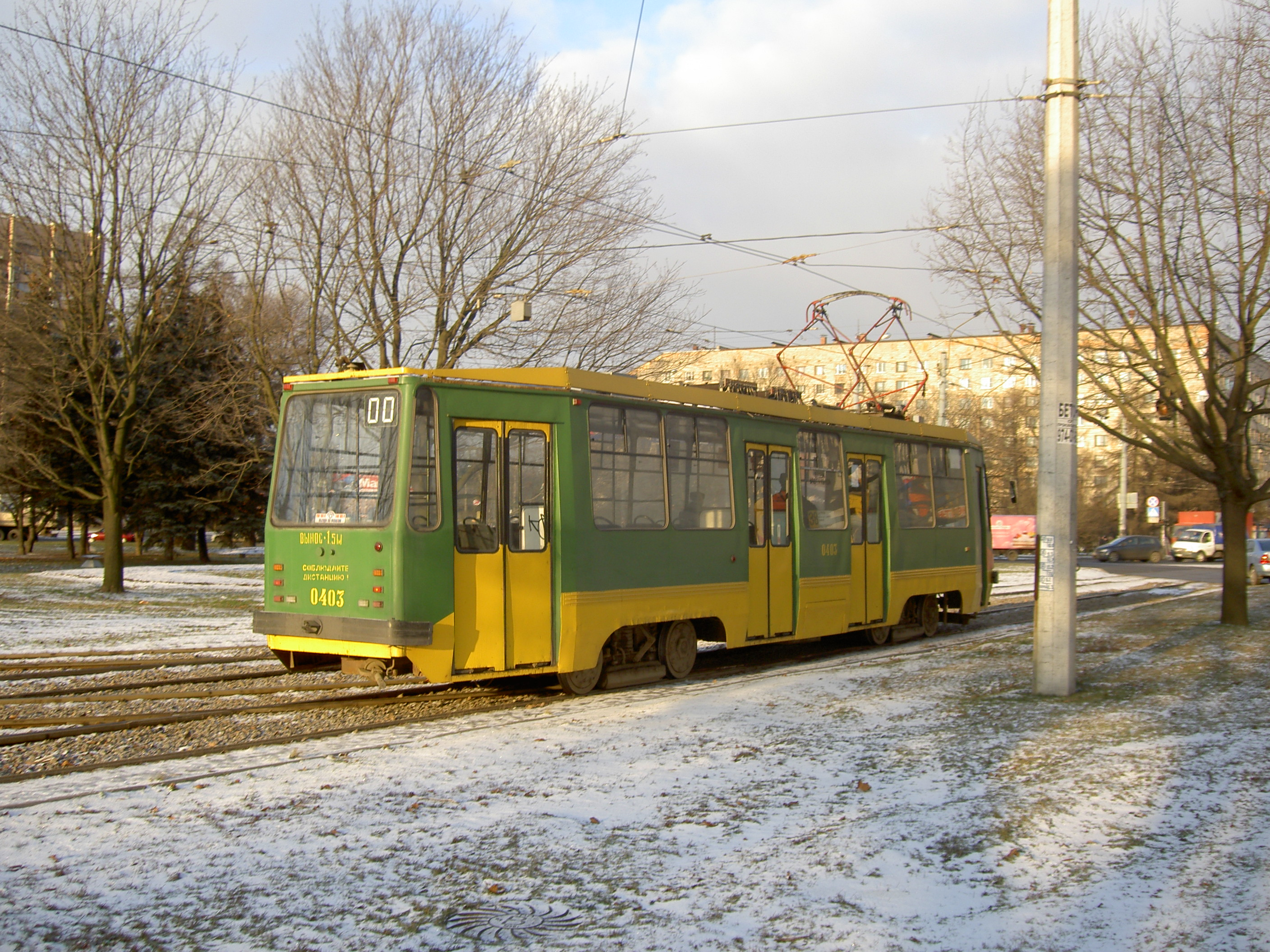
LM-99K（サンクトペテルブルク）
登場当初の塗装（2007年撮影）

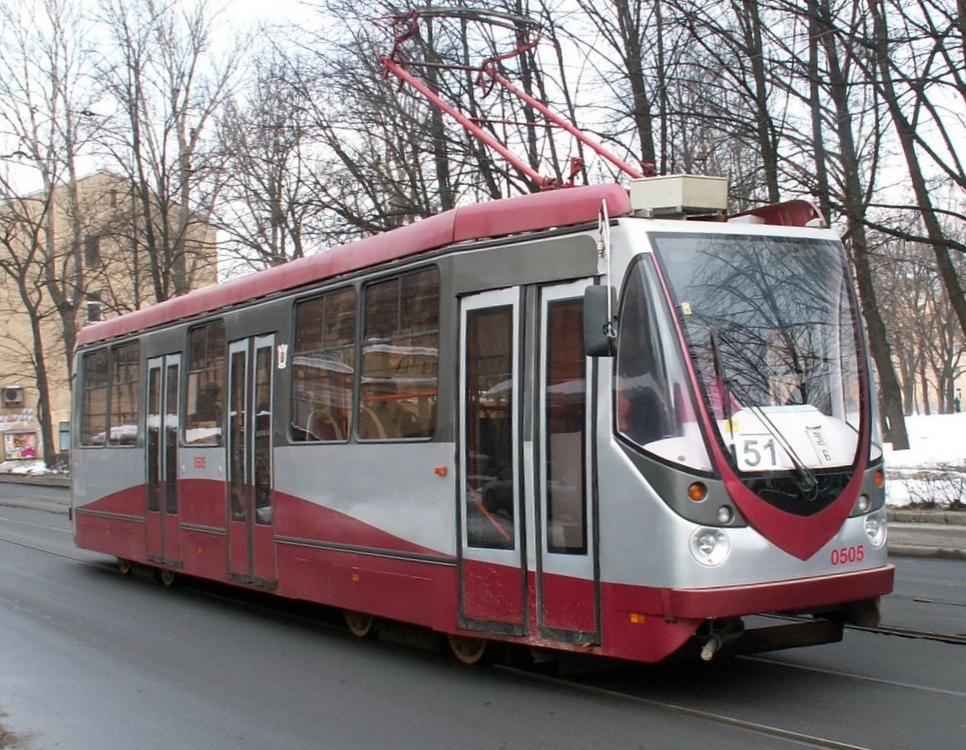
LM-99AVH（サンクトペテルブルク）
初期車の塗装（2006年撮影）

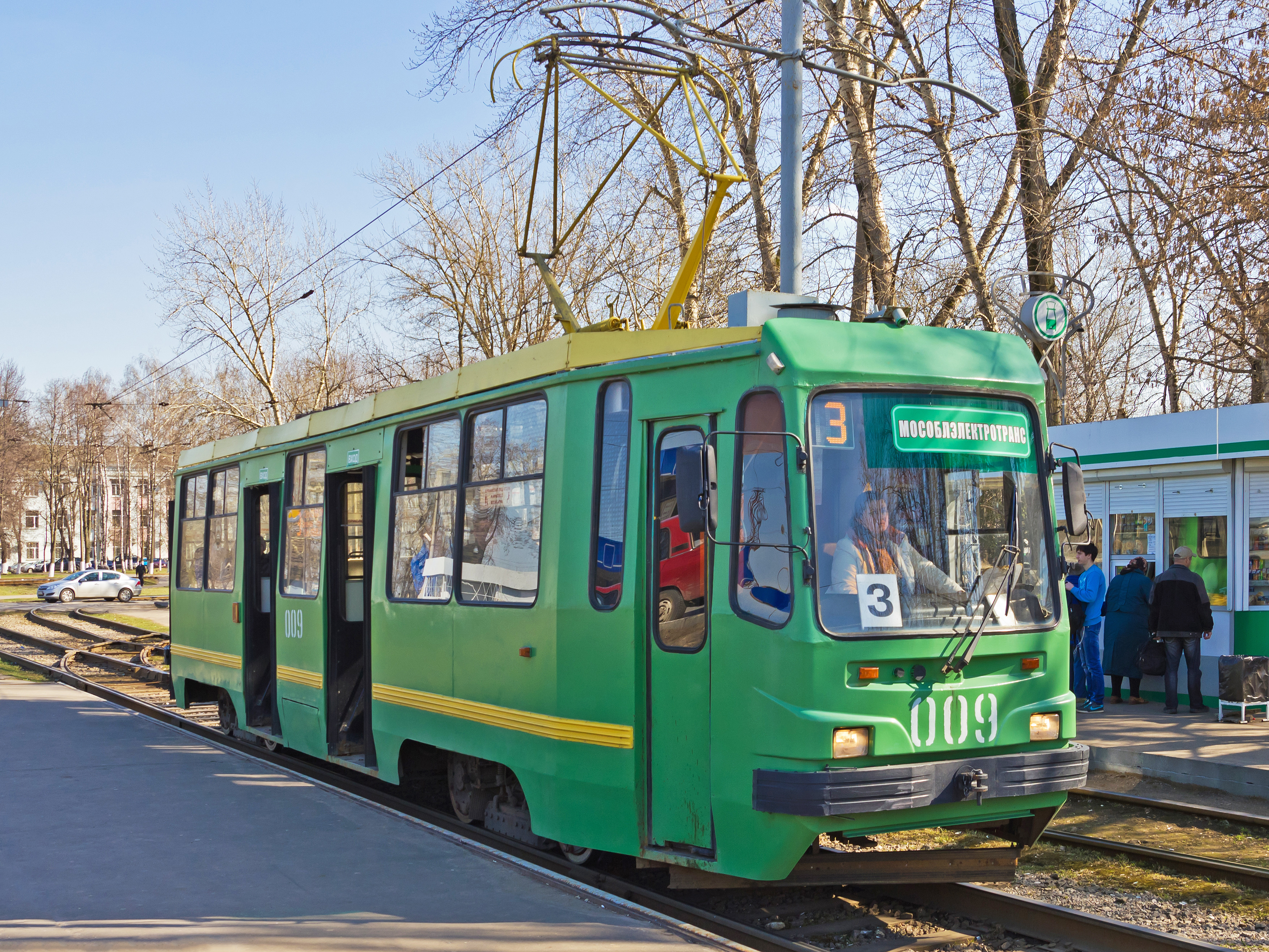
LM-99K（コロムナ） （2014年撮影）
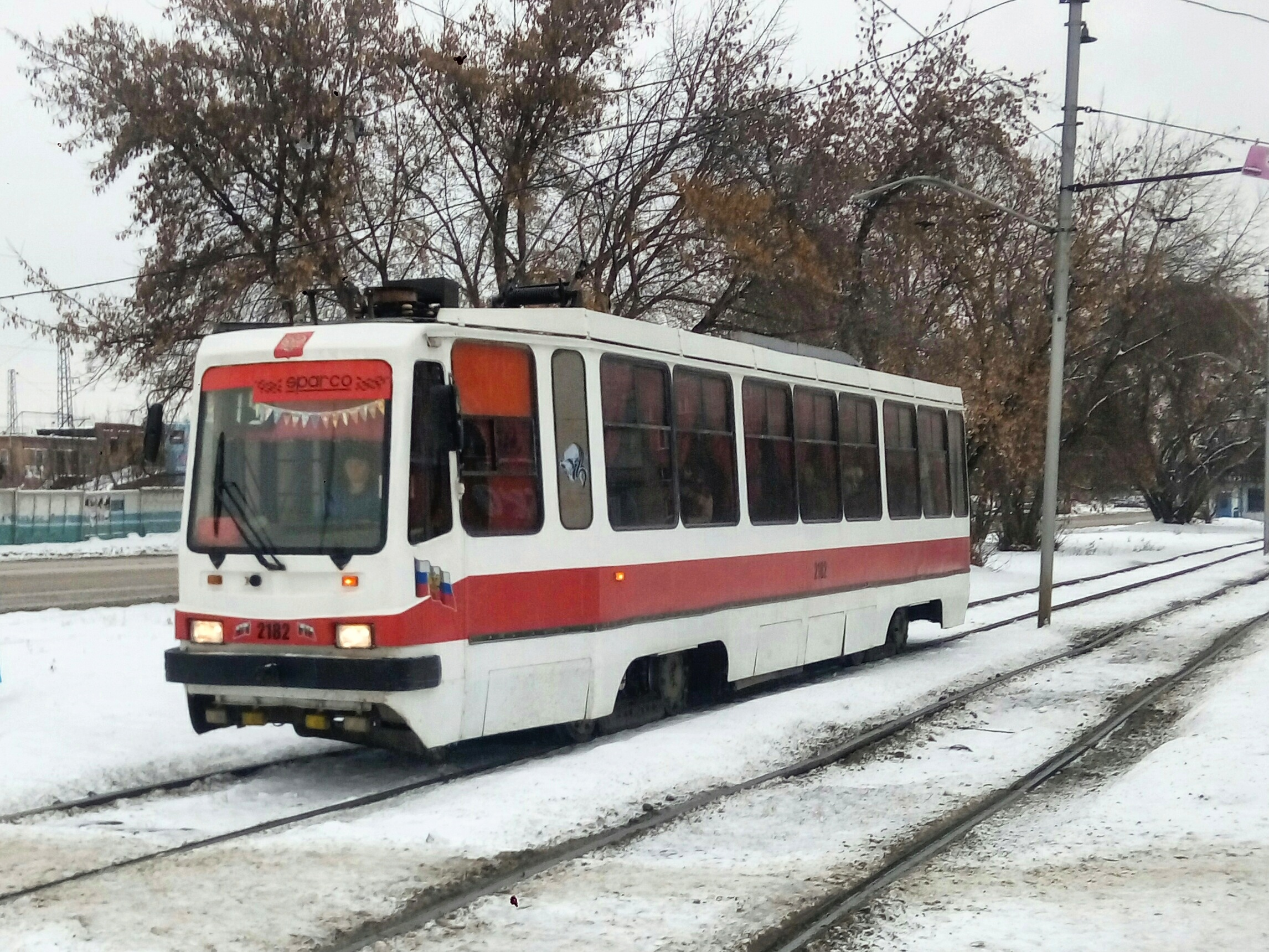
LM-99K（ノヴォシビルスク） （2017年撮影）
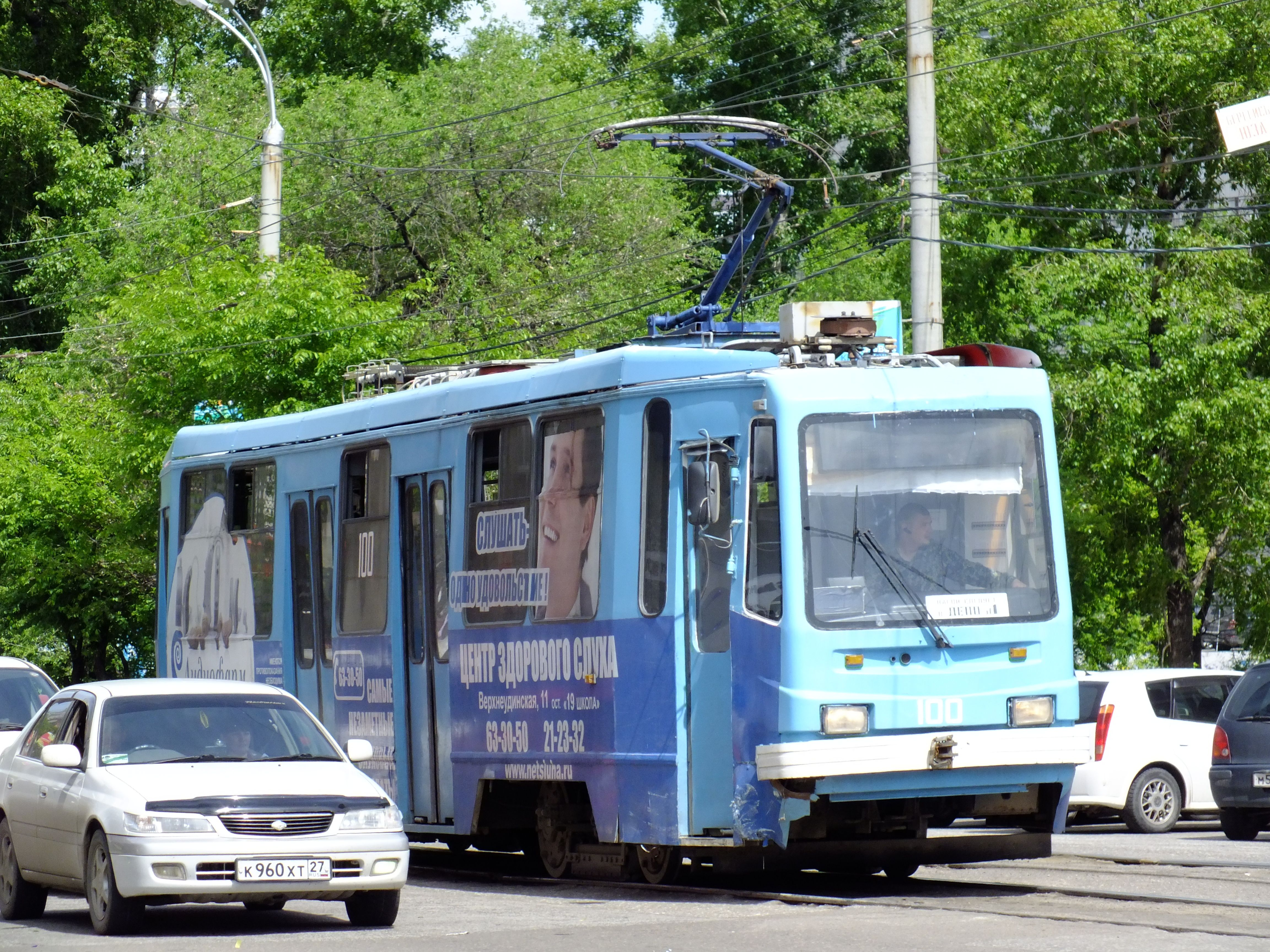
LM-99K（ハバロフスク） （2014年撮影）
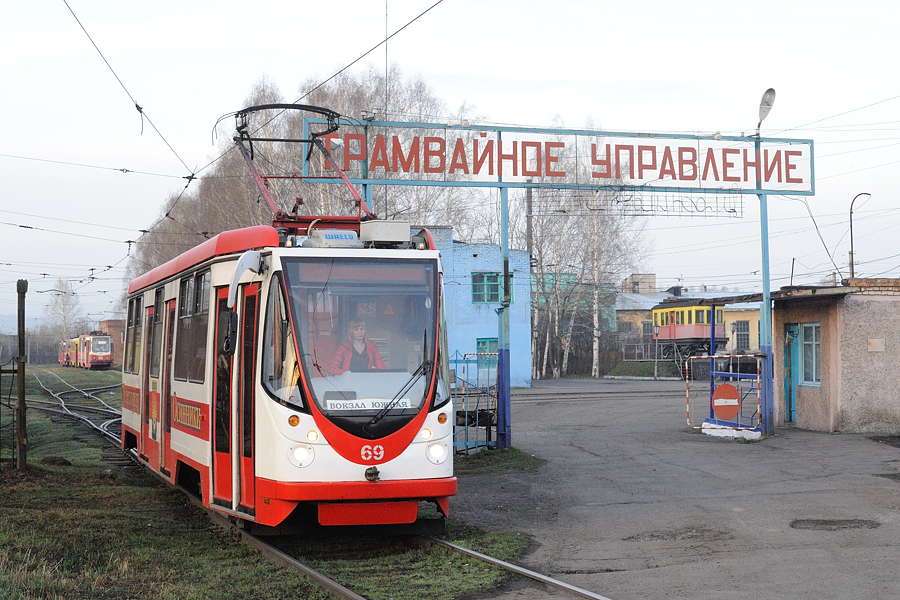
LM-99AVH（オシンニキ） （2011年撮影）
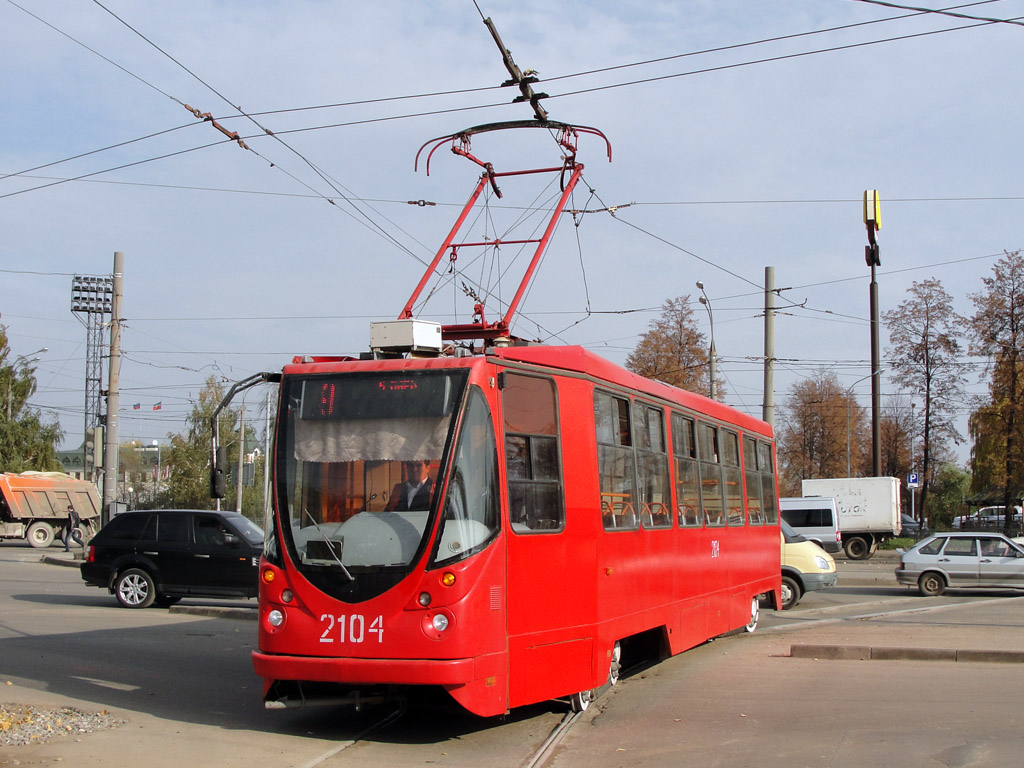
LM-99AE（カザン） （2011年撮影）
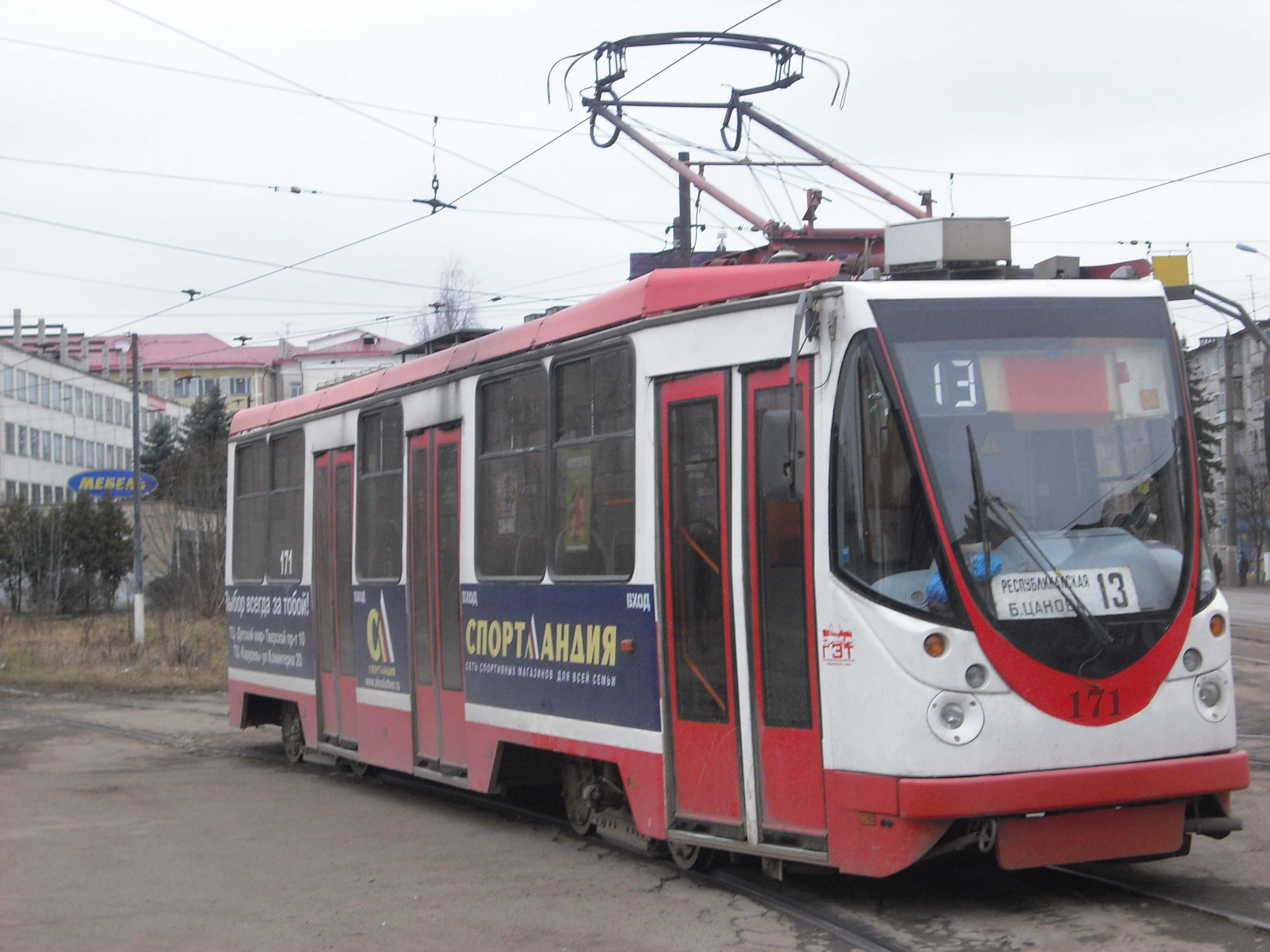
LM-99AEH（トヴェリ） （2009年撮影）

LM-99が導入された都市は以下の通り。このうちモスクワ市電やカザン市電では機器の故障頻発に加えて超低床電車導入によるバリアフリー化の進行から置き換えが進んでおり、前者については他都市への譲渡が積極的に行われている。
| 形式     | 国           | 都市                                                            | 導入車両数 |
| -------- | ------------ | --------------------------------------------------------------- | ---------- |
| LM-99    | ロシア連邦   | サンクトペテルブルク (サンクトペテルブルク市電)                 | 1両        |
| LM-99K   | ロシア連邦   | サンクトペテルブルク (サンクトペテルブルク市電)                 | 77両       |
| LM-99K   | ロシア連邦   | カザン (カザン市電)                                             | 15両       |
| LM-99K   | ロシア連邦   | コロムナ (コロムナ市電)                                         | 14両       |
| LM-99K   | ロシア連邦   | オシンニキ (オシンニキ市電)                                     | 3両        |
| LM-99K   | ロシア連邦   | コムソモリスク・ナ・アムーレ (コムソモリスク・ナ・アムーレ市電) | 2両        |
| LM-99K   | ロシア連邦   | スモレンスク (スモレンスク市電)                                 | 2両        |
| LM-99K   | ロシア連邦   | ノヴォシビルスク (ノヴォシビルスク市電)                         | 1両        |
| LM-99K   | ロシア連邦   | サラヴァト (サラヴァト市電)                                     | 1両        |
| LM-99K   | ロシア連邦   | ハバロフスク (ハバロフスク市電)                                 | 1両        |
| LM-99K   | カザフスタン | オスケメン (オスケメン市電)                                     | 1両        |
| LM-99E   | ロシア連邦   | ノヴォシビルスク (ノヴォシビルスク市電)                         | 2両        |
| LM-99E   | ロシア連邦   | サンクトペテルブルク (サンクトペテルブルク市電)                 | 1両        |
| LM-99AV  | ロシア連邦   | サンクトペテルブルク (サンクトペテルブルク市電)                 | 33両       |
| LM-99AVH | ロシア連邦   | サンクトペテルブルク (サンクトペテルブルク市電)                 | 79両       |
| LM-99AVH | ロシア連邦   | ハバロフスク (ハバロフスク市電)                                 | 10両       |
| LM-99AVH | ロシア連邦   | オシンニキ (オシンニキ市電)                                     | 1両        |
| LM-99AE  | ロシア連邦   | モスクワ (モスクワ市電)                                         | 46両       |
| LM-99AE  | ロシア連邦   | カザン (カザン市電)                                             | 20両       |
| LM-99AEH | ロシア連邦   | ケメロヴォ (ケメロヴォ市電)                                     | 6両        |
| LM-99AEH | ロシア連邦   | タガンログ (タガンログ市電)                                     | 6両        |
| LM-99AEH | ロシア連邦   | トヴェリ (トヴェリ市電)                                         | 2両        |

- LM-99K（コロムナ）
（2014年撮影）
- LM-99K（ノヴォシビルスク）
（2017年撮影）
- LM-99K（ハバロフスク）
（2014年撮影）
- LM-99AVH（オシンニキ（ロシア語版））
（2011年撮影）
- LM-99AE（カザン）
（2011年撮影）
- LM-99AEH（トヴェリ）
（2009年撮影）